# Rodolfo Parada
Rodolfo Parada-Lillo es un intérprete y compositor chileno radicado en Francia, con una amplia trayectoria musical. Es mayormente conocido por ser desde 1968 un integrante activo de la banda Quilapayún, siendo actualmente el director artístico de la fracción francesa de la banda.

## Carrera musical
Rodolfo ingresó a Quilapayún en 1968, siendo actualmente uno de los integrantes más antiguos de la banda. Desde 1988 asume en Francia el rol de director artístico de la banda. Luego del retorno a la Democracia, varios integrantes de Quilapayún retornaron a Chile, dividiéndose así la banda en dos facciones: la chilena y la francesa. Rodolfo, al quedarse en Francia, sigue tocando con esta última, junto con Patricio Castillo, Patricio Wang y nuevos integrantes que se unieron en el segundo milenio.
En mayo de 2005, Parada fue nombrado Caballero de Artes y Letras por el Gobierno francés.